# Pfanne (Waffentechnik)
Die Pfanne (auch Pulverpfanne, Zündpfanne) ist eine Ausbuchtung vor oder über dem Zündloch bei frühen Feuerwaffen, die das Zündkraut aufnimmt. Um das Zündkraut vor dem Schuss vor Feuchtigkeit oder Auskippen zu schützen, wird bei Handfeuerwaffen die Pfanne in der Regel mit einem Deckel geschützt. Bei vielen Steinschlossbauarten ist der Pfannendeckel mit einem Metallstück verbunden, auf welches der Feuerstein schlägt. Damit wird erreicht, dass bei der Schussabgabe der Deckel automatisch geöffnet und das Zündkraut entzündet wird. Die hintere Wand der Pfanne ist oft erhöht, um den Schützen vor Funkenflug zu schützen.
Pfannen bestehen aus Eisen oder Messing. Pfannen aus Eisen haben den Nachteil, dass sie durch den Kontakt mit dem Zündkraut bei feuchter Witterung leicht rosten und nur schwer sauber gehalten werden können.
Mit der Entwicklung des Anzündhütchens wurde die Pfanne obsolet.
Die Redensart „etwas auf der Pfanne haben“ meint Leistungsbereitschaft und bezieht sich auf die zum Abschuss bereite Feuerwaffe.

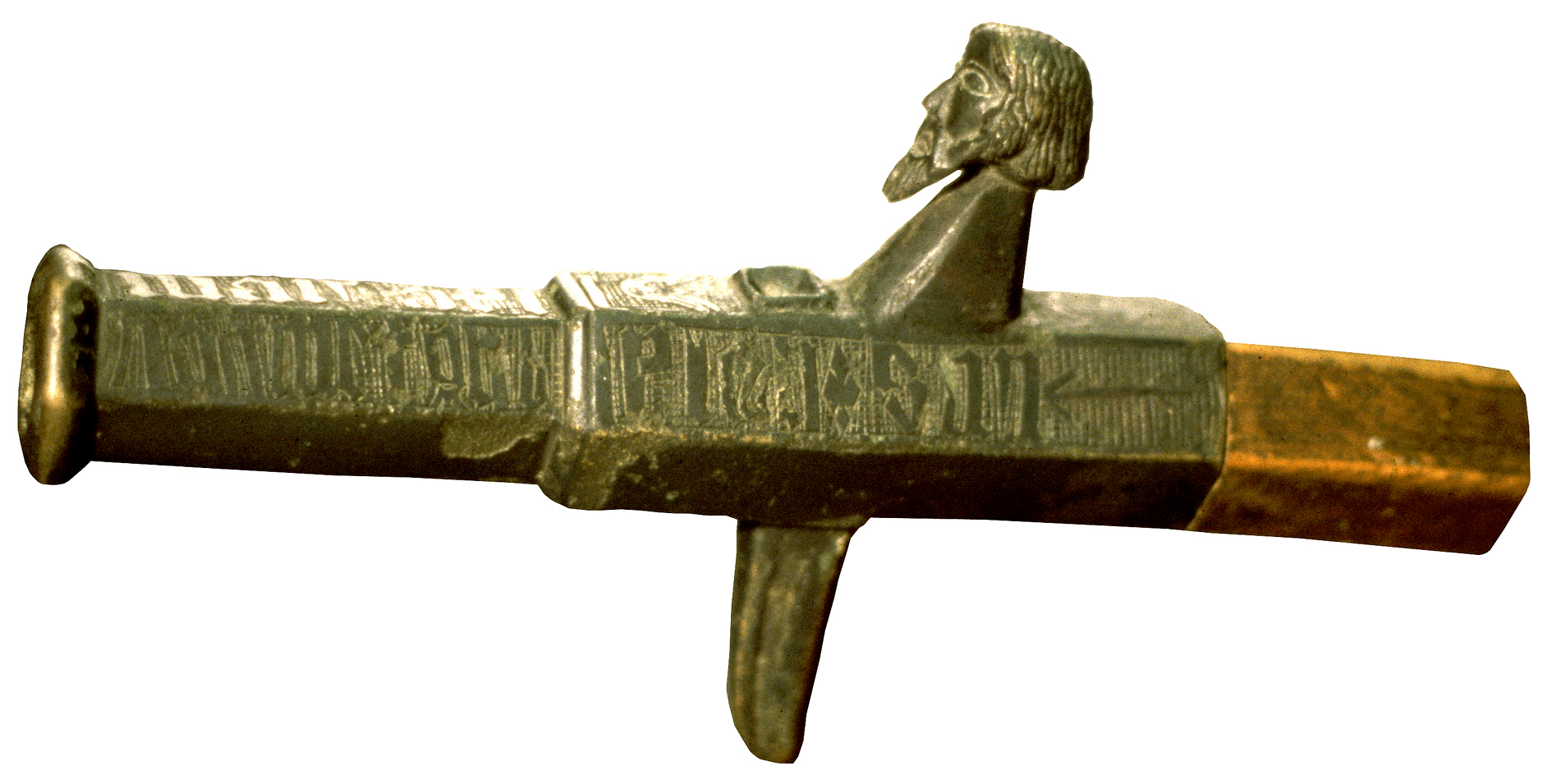
Pfanne eines Handrohrs
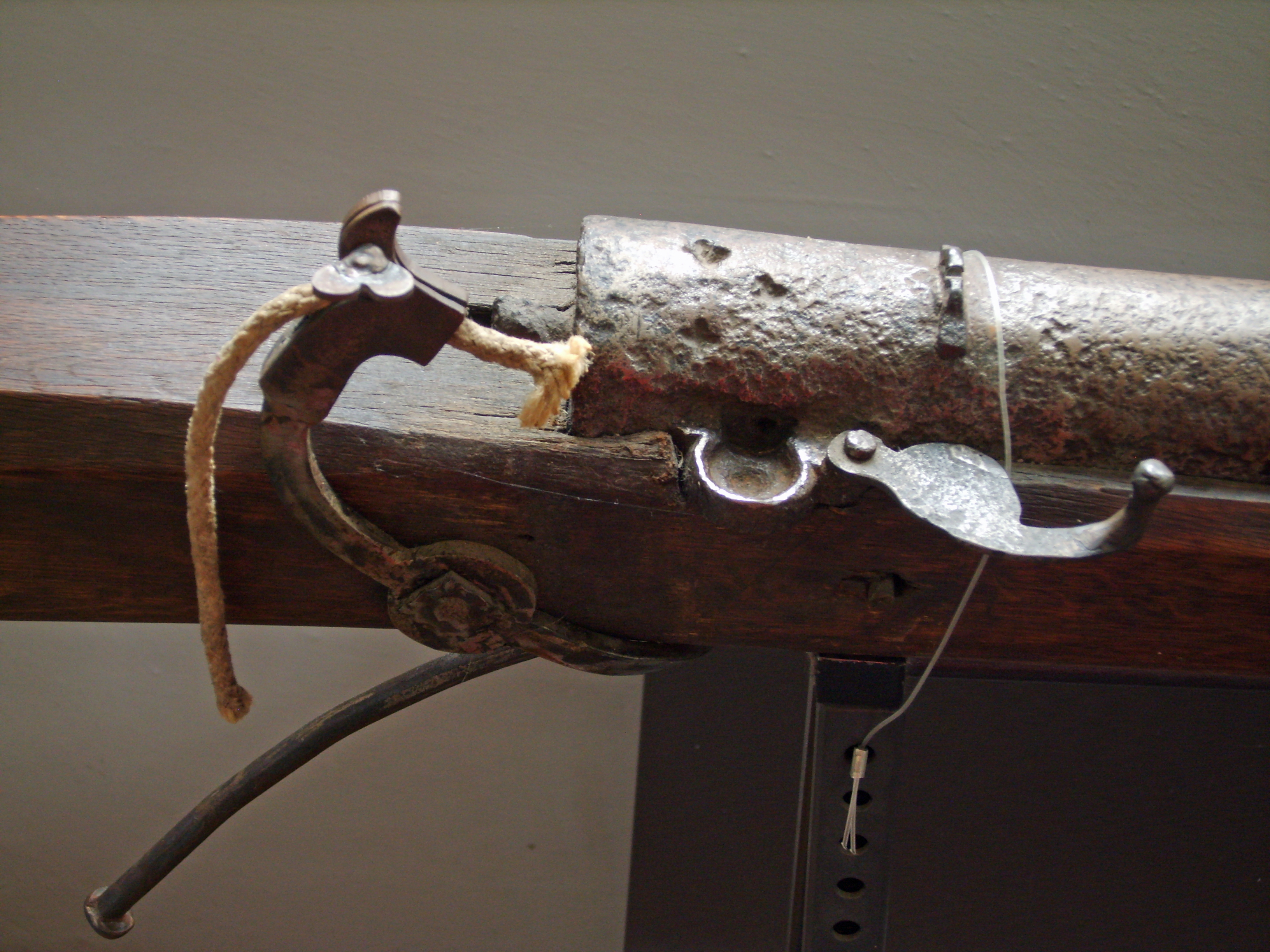
Pfanne eines Luntenschlosses
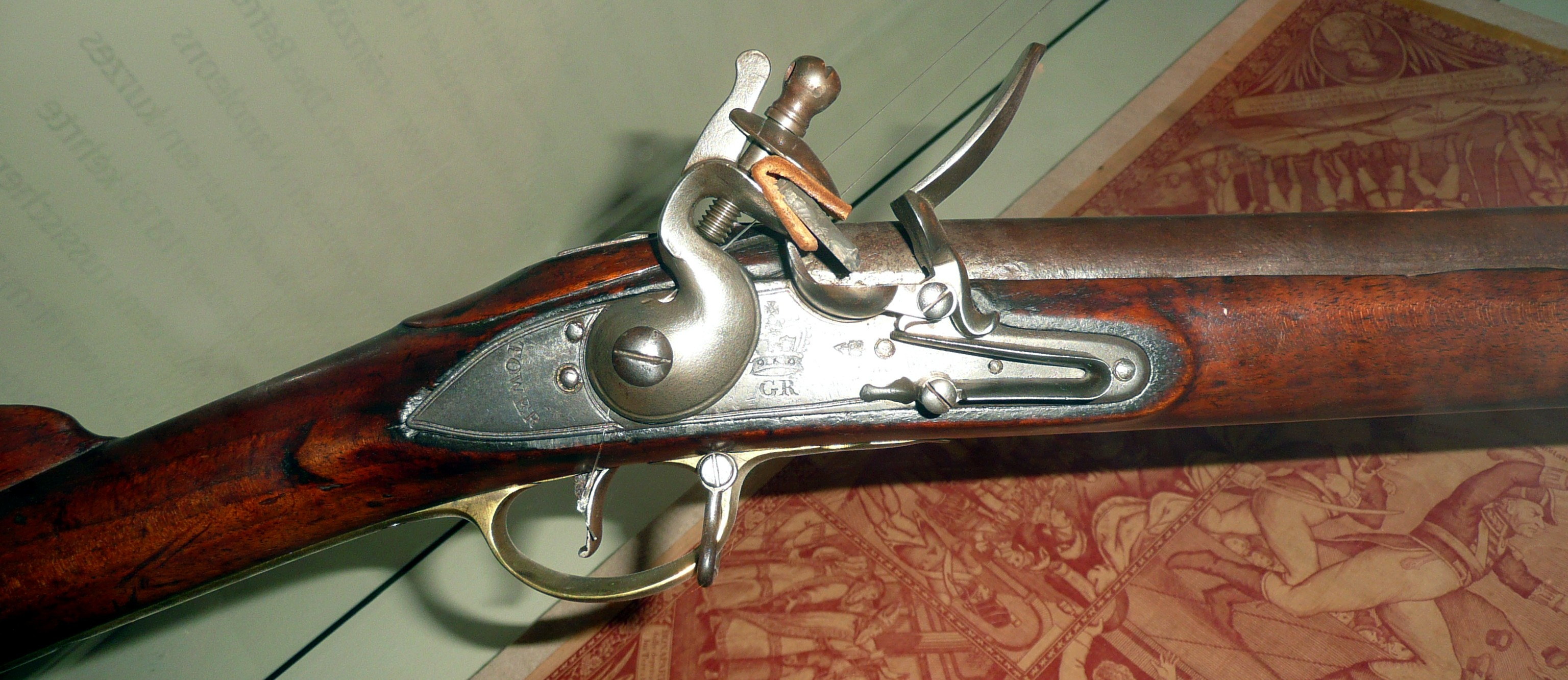
Pfanne eines Steinschlosses
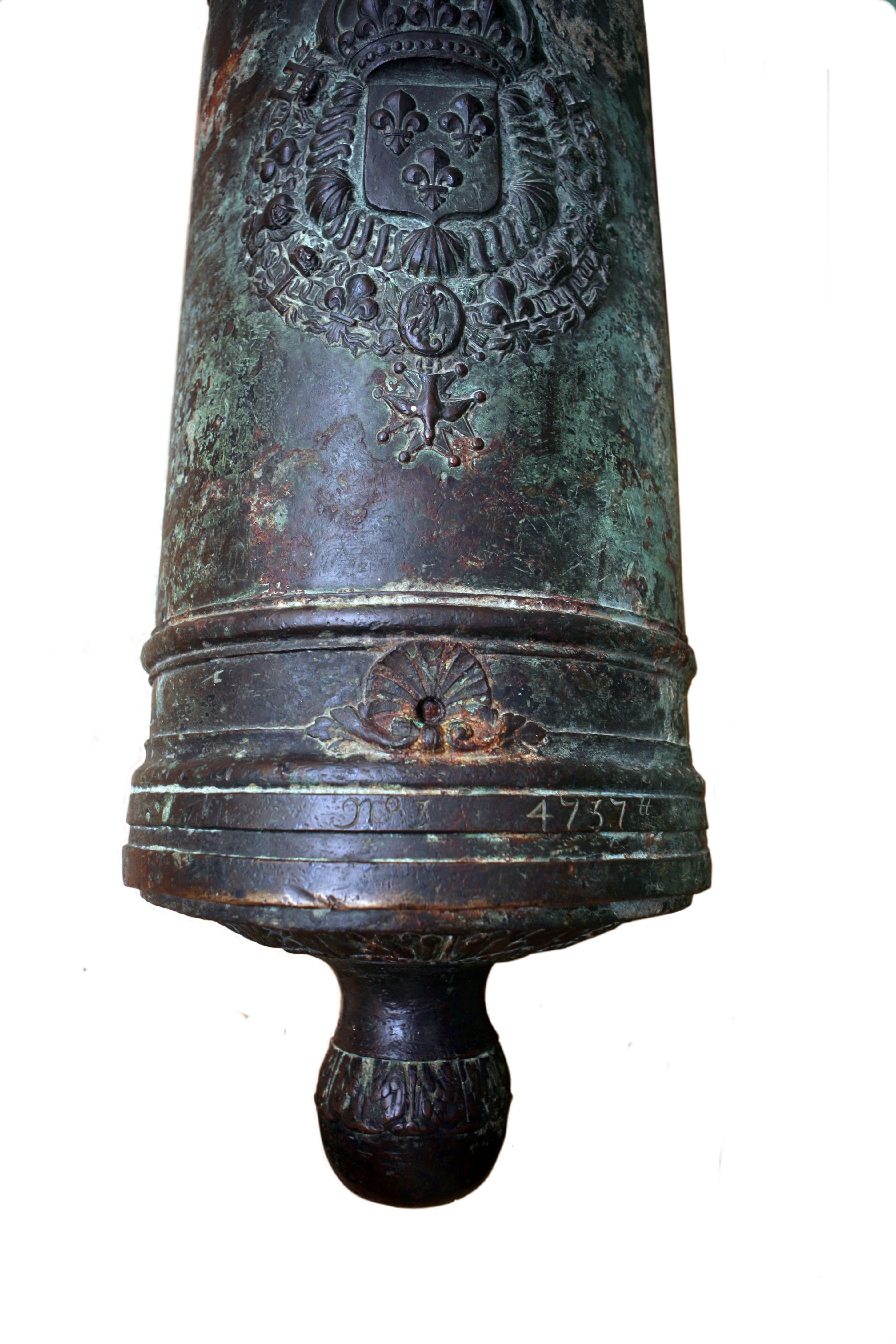
Pfanne einer Kanone